# Sennaja Ploščad'
Sennaja Ploščad' (in russo Сенная Площадь?) è una stazione situata sulla Linea Moskovsko-Petrogradskaya, la Linea 2 della metropolitana di San Pietroburgo. Si tratta anche di una stazione di interscambio con Spasskaja della Linea 4 e con la stazione Sadovaja della Linea 5.
La stazione è stata inaugurata il 1º luglio 1963; per far spazio all'accesso della stazione, nel 1961 fu demolita la Chiesa del Salvatore.